# Носатый какаду
Носатый какаду (лат. Cacatua tenuirostris, син. Kakatoe tenuirostris) — птица семейства какаду.

## Внешний вид
Длина тела 40 см, хвоста 12 см; вес 500—600 г. Голова большая, округлая, с очень коротким широким хохлом. Окраска оперения белая. На горле и зобе имеются красные пятна. Неоперённая зона вокруг глаз серовато-голубого цвета. На лбу имеется поперечная полоса красного цвета, такого же цвета область глаз и уздечка. Радужка тёмно-коричневая. Клюв и лапы — серые. В отличие от других какаду, длина клюва у него превышает высоту. Самец и самка окрашены одинаково. У самца клюв длиннее, он немного больше самки. Молодые птицы мельче взрослых.

## Распространение
Обитает на юго-востоке Австралии.

## Образ жизни
Населяют леса, заросли малги, луга, пойменные леса, окультуренный ландшафт, города, сады, парки, всегда около воды. Вне периода размножения держатся большими стаями (100—2000 особей). Ночуют около воды. Рано утром летают на водопой. В жаркое время суток отдыхают в кронах деревьев. Питаются семенами, плодами, орехами, корешками, зерном, почками, цветами, луковицами, ягодами, насекомыми и их личинками. На кормёжку летают большими стаями. Кормятся, в основном, на земле, используя свой клюв в качестве плуга. Во время кормёжки на открытых площадях 1—2 птицы исполняют роль стражей, которые при опасности взлетают в воздух с громким визгом. Наносят ущерб зерновым культурам (подсолнечник, рис, просо, пшеница).

## Размножение
Гнездятся в дуплах эвкалиптов, растущих около воды. Дно выстилают древесной трухой. Одно и то же гнездовье используют в течение нескольких лет. При нехватке подходящих деревьев роют норы в мягкой грязи. На одном дереве могут гнездиться несколько пар. В кладке 2—4 белых яйца. Яйца высиживают оба родителя, в течение 25—29 дней. Птенцы оперяются в возрасте 55—57 дней.

## Содержание
Продолжительность жизни более 70 лет.